# Makotřasy (archeologická lokalita)
Kultovní místo u Makotřas je archeologická lokalita východně od obce Makotřasy v okrese Kladno. Při stavbě silnice Praha–Slaný zde bylo odkryto eneolitické sídliště z poloviny čtvrtého tisíciletí před naším letopočtem s čtvercovým ohrazeným areálem s možnou kultovně astronomickou funkcí. Jeho archeologické stopy jsou od roku 1987 chráněné jako kulturní památka.
Eneolitické sídliště mladší fáze baalberského stupně kultury s nálevkovitými poháry s rozlohou asi 100 hektarů bylo z malé části prozkoumáno v roce 1961 plošným odkryvem o rozměrech 40 × 500 metrů. Sonda úhlopříčně zachytila přibližně čtvercový ohrazený areál. Severní strana ohrazení měřila 300 metrů, zatímco západní strana dosahovala délky asi 320 metrů. Do areálu se vstupovalo sedmnáct metrů širokou bránou uprostřed západní strany, ale podobná brána bývala pravděpodobně i na východní straně, kde se stopy ohrazení dochovaly nejhůře. Příkop široký čtyři metry a 1,4 metry hluboký vymezoval plochu o velikosti 9,33 hektaru. Uvnitř ohrazení byly odkryty zásobnicové jámy, pece a pohřby v sídlištních jamách. Pohřby v sídlištních jamách obsahovaly pozůstatky více než padesáti osob, z nichž bylo mnoho dětí. Mnoho jich bylo pohřbeno v obřadní skrčené poloze s milodary, ale v několika případech byly doloženy stopy fyzického násilí nebo odříznutí hlavy. Mimo areál se nacházely obytné chaty a hroby. Výstavbě čtvercového opevnění předcházel starší obloukovitý příkop dlouhý asi 650 metrů, který chránil prostor s rozlohou deset hektarů u Dolanského potoka jihozápadně od čtvercového opevnění.
Makotřasy jsou nejstarším místem v Česku, ze kterého je známé zpracování kovu. Dokládají jej nálezy čtyř zahloubených pecí se zlomkem keramického tyglíku, strusky a kusu měděné rudy. K dalším nálezům patří žací nože vyrobené z bavorského rohovce nebo velká kupolovitá pec.
Rozměry ohrazeného čtverce mohou hypoteticky souviset s primitivním vyjádřením ročního cyklu dvanácti lunárních měsíců po 29 a půl dnech. Neobvyklý čtvercový půdorys by snad mohl být odrazem nově zaváděného zemědělství. Čtvercový tvar pole je totiž nejvýhodnější při střídání úseků orby s otáčkami a je znám ze skalních rytin z doby bronzové. Plocha pole o rozloze devíti hektarů také odpovídá, při tehdejším nízkém výnosu, výměře polí nutné k zajištění výživy pro čtrnáct až sedmnáct lidí, což přibližně odpovídá velikosti populace jedné kulturní fáze staroeneolitických pohřebišť.
V Makotřasech je otisky semen v mazanici doloženo pěstování zejména pšenice, ale také malého množství ječmene, bobu a prosa. Z domácích zvířat chovali obyvatelé osady zejména skot. Lov divokých zvířat představoval jen výjimečný zdroj potravy.